# Hochschullehre

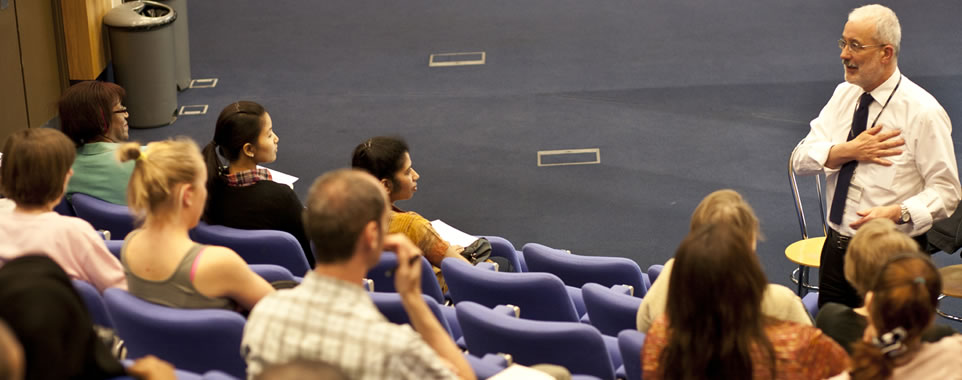
Eine Lehrveranstaltung an der University of West London

Hochschullehre bezeichnet den Prozess der Wissens- und Fähigkeitsvermittlung auf Hochschulniveau. Neben Forschung ist die Hochschullehre eine der Grundaufgaben von Universitäten und Hochschulen für angewandte Wissenschaften.
Die Hochschullehre ist curricular ausgerichtet. Auf Basis von Qualifikationszielen eines Studiengangs wird die Kompetenzentwicklung durch ein konsistentes, sequentiell-modularisiertes Studienprogramm realisiert, in dem auch mögliche Veranstaltungsformate und Prüfungsformen festgeschrieben sind.

## Ziele
Über die Hochschullehre sollen die Studierenden Kompetenzen erwerben. Die kompetenzorientierte Gestaltung der Hochschullehre ist eine zentrale Anforderung des sog. Bologna-Prozesses, der seit den ausgehenden 1990er Jahren die Reform der Lehre an Hochschulen in Europa deklariert. Zur Umsetzung der Reformen wurde ein Europäischer Qualifikationsrahmen (EQR) entwickelt, der auch in Deutschland in einen nationalen Qualifikationsrahmen (NQR) bzw. den Deutschen Qualifikationsrahmen (DQR) ausdifferenziert wurde, in dem Kompetenzziele für Bachelor-, Master- und Promotionsstudiengänge formuliert wurden, die handlungsleitend für die Gestaltung der Hochschullehre gelten.
Die übergeordnete Handlungskompetenz wird analytisch in Fachkompetenzen (fundamentales Fachwissen und Methoden) und personale Kompetenzen (soziale und personale Fähigkeiten, Fertigkeiten und Bereitschaften) unterteilt, auf deren Basis neue Forschungsfragen gestellt und methodische Lösungsansätze entwickelt werden können. Darauf aufbauend erwerben die Studierenden Praktiken des wissenschaftlichen Arbeitens, die es erlauben Forschungsfragen in wissenschaftlichen Projekt- und Abschlussarbeiten selbstständig zu lösen. Gleichzeitig erlernen sie vertieftes fachliches und wissenschaftliche fundiertes Wissen und Fähigkeiten, die ihnen vor allem auf die Herausforderungen einer sich ständigen veränderlichen beruflichen Lebenswelt vorbereiten soll. Es ist deshalb von Relevanz, dass sich die Hochschullehre immer an neuen wissenschaftlichen Erkenntnissen orientiert.
Lehre im Studium sollte keine Ansammlung von beliebig austauschbaren Elementen von aktuell gültigem Wissen mit kurzer Halbwertszeit sein, sondern den Studierenden eine Bildungsmöglichkeit eröffnen, die vor allem auf die Entwicklung einer intellektuellen und weltoffenen Persönlichkeit für die Begegnung mit der Wissenschaft führt, die individuelle Lern- und Reflexionsfähigkeit fördert und die Studierenden somit das Wissenswerte erkennen lässt.
Auf diese Weise werden Studierende auf ihren beruflichen Einstieg entweder im wissenschaftlichen, im sozialen, im kulturellen, im unternehmerischen oder in sonstigen Tätigkeitsbereichen fachspezifisch vorbereitet.
Studieren bzw. Studium als grundlegende Handlungsform wird mit dem Erwerb einer höheren Bildungsstufe (Tertiärbildung) in Verbindung gebracht, bringt Unabhängigkeit mit sich und ist stets mit wissenschaftlichem Tun verbunden.
Hochschullehre und Wissenschaftsdidaktik stehen in einem bedeutsamen wechselseitigen Verhältnis zueinander. Wissenschaftsdidaktischen Fragen helfen dabei, Forschung, Lehre und Studieren bzw. Studium in das Zentrum der Aufmerksamkeit zu rücken. Dabei wird insbesondere die Reflexion von Erkenntnis in Zusammenhang mit der Kommunikation von Wissen verfolgt.

Ansätze der evidenzbasierten Lehre zielen auf eine wissenschaftlich fundierte Qualitätsentwicklung und Professionalisierung der Hochschullehre:   
„Fragen der Gestaltung effektiver Hochschullehre werden mehr und mehr mit den Mitteln der empirischen Lern-Lern-Forschung untersucht und in internationalen Fachzeitschriften mit Peer Review publiziert. Durch kontrollierte Experimente und quantitative Tests des Lernerfolgs wird überprüft, wie Gestaltungsprinzipien für Lehre sich auf den Erwerb akademischer Kompetenzen auswirken. Die Daten werden in der Regel mithilfe kausaler Modelle interpretiert, die Lernen als Veränderung von Inhalten des Langzeitgedächtnisses eines Lerners konzeptualisieren. Diese Prozesse werden zwar durch Umwelterfahrungen angeregt, sind jedoch in den basalen Lernmechanismen des menschlichen Gehirns verwurzelt.“ 
Auf den Aspekt der Qualitätsentwicklung wird unten im Abschnitt Qualität der Lehre näher eingegangen.

## Methoden und Formate
Hochschullehre setzt verschiedene didaktische Methoden ein, die von Wissenschaftsdisziplinen, der Veranstaltungsform und den Teilnehmern abhängig und auf diese zugeschnitten sind. Dabei ist das deutsche Hochschulwesen bis heute geprägt durch die im humboldtschen Bildungsideal verankerte ganzheitliche Ausbildung der Studierenden und die damit verbundene Einheit von Forschung und Lehre. Dabei soll das aktive forschungsorientierte Lernen das Anwenden des Wissens sowie das Übertragen in neue und realitätsnahe Zusammenhänge ermöglichen und so zu einem tieferen Verständnis und einem nachhaltigeren Lernen führen.
Die Hochschullehre ist in weiten Teilen in den traditionellen Formen Vorlesung und Seminar organisiert und ist meist durch ein Hierarchie- und Wissensgefälle gekennzeichnet, eine Art Meister-Schüler-Beziehung. Häufig werden Vorlesung und Seminare durch projektorientierte Lehr-Lernformate Peer-assisted-learning Formate ergänzt, also dem Unterrichten von Studierenden durch andere Studierende im Sinne von studentischen Tutorien. Im Rahmen des Bologna-Prozesses werden auch verstärkt Formen der kompentenzbasierten Hochschullehre betrachtet.
Neben diesen eher traditionellen Lehrformaten, gehören auch stärker handlungsorientierte Lehr- und Lernformen zum Methodenkanon der akademischen Ausbildung. Dies sind u. a. Übungen, Praktika, Exkursionen und Experimentieren.
In diesem Zusammenhang erfahren derzeit Lehrkonzepte auf der Grundlage des „Forschenden Lernens“ großes Interesse, da sie die freie, selbstmotivierte Beschäftigung mit praktischen wie theoretischen Inhalten des Studienfachs fördern, inter- und transdisziplinäre Zusammenhänge greifbar machen und am ehesten dazu in der Lage sind, nicht-intendierte positive Lerneffekte zu erzielen, die außerhalb jeglicher curricularen Gestaltungskraft liegen.
Forschendes Lernen setzt dabei auf das Erleben eines „Forschungsvorhabens, das auf die Gewinnung von auch für Dritte interessanten Erkenntnissen gerichtet ist, in seinen wesentlichen Phasen – von der Entwicklung der Fragen und Hypothesen über die Wahl und Ausführung der Methoden bis zur Prüfung und Darstellung der Ergebnisse in selbständiger Arbeit oder in aktiver Mitarbeit in einem übergreifenden Projekt – (mit)gestalten, erfahren und reflektieren.“
Eine Voraussetzung für den Erfolg beim forschenden Lernen ist die ‚kritisch fragende Grundhaltung‘ bei den Studierenden, so dass die Entwicklung und Förderung dieser Haltung, die auch eine Basis für einen auf Verständnis beruhenden Erkenntnisgewinn sowie für nachhaltiges und lebenslanges Lernen bildet, fächerübergreifend eine zentrale Aufgabe guter Hochschullehre ist.

## Qualität der Lehre
→ Hauptartikel: Qualität der Lehre (Hochschule)
Die Hochschulen in Deutschland widmen der Qualität der Lehre mehr und mehr Aufmerksamkeit.
Qualität bezeichnet das Ausmaß, in dem ein Produkt oder eine Dienstleistung den Kundenanforderungen entspricht (vgl. DIN EN ISO 9000:2005-12). Bezogen auf das Hochschulumfeld betrifft dies die Anforderungen der beteiligten Stakeholder wie Studierende, Hochschulleitung, Bildungsministerien, Arbeitgeber sowie Gesellschaft
Die folgende Tabelle gibt einen exemplarischen Überblick über die Zielgruppen von „guter Lehre“, ihre Anforderungen sowie existierende Instrumente zur Qualitätsmessung und -sicherung.
| Zielgruppe                         | Anforderung(en) | Instrumente zur Qualitätsmessung                                                                              |
| ---------------------------------- | --- | --- |
| Studierende                        | (Subjektive) Zufriedenheit bzgl. Kompetenzzuwachs, Persönlichkeitsentwicklung sowie Studierbarkeit | Lehrevaluation, Studiengangsevaluation, Studienkommissionen, Gruppendiskussionen, Hochschul-Rankings/-Portale |
| Gesellschaft und Arbeitsmarkt      | Employability (Qualifikation für den Arbeitsmarkt) | Alumnibefragung, Arbeitgeberbefragung                                                                         |
| Hochschulleitung                   | Weiterempfehlung von Studierenden, Zufriedenheit von Studierenden, Image der Hochschule bzw. des Bildungsangebots \|\| Hochschul-Rankings, Lehrberichte der Studiendekane, Qualitätszirkel, Peer-Reports | |
| EU-Kommission, Bildungsministerien | Studierbarkeit und Vergleichbarkeit von Studiengängen, Employability | Programmakkreditierungen, Systemakkreditierungen                                                              |
| Bildungsministerien                | Absolventenzahlen, Abbruchquoten | Absolventen- und Abbruchstatistiken                                                                           |

Zwei Faktoren werden als herausragend für die Qualität der Lehre herausgestellt: die Kompetenz der Lehrenden sowie die Qualitätskultur an Hochschulen, die vor allem durch die Hochschulleitung geprägt wird. Qualitätskultur bedeutet ein gemeinsames Qualitätsverständnis zu entwickeln und zu leben.
Die Qualität der Lehre kann unterteilt werden in Struktur-, Prozess- und Ergebnisqualität. Die Strukturqualität umfasst die Adäquanz von Personal-, Sach- und Finanzausstattung oder das Betreuungsverhältnis von Studierenden und Lehrenden. Die Prozessqualität umfasst alle Prozesse, die an der Hochschule für die Studierenden durchgeführt werden. Dies betrifft Verwaltungsprozesse wie Immatrikulation sowie die zentralen Lernprozesse im Bildungsbetrieb. Die Ergebnisqualität bezieht sich z. B. auf die erworbene Kompetenz der Absolventinnen und Absolventen.
Hochschuldidaktische Zentren zur Qualitätsentwicklung im Bereich der Lehr-/Lernprozesse leisten einen hohen Beitrag.
Die Trias „Bildung, Wissenschaft und Innovation“ bilden in der Hochschullehre gemeinsam den Grundstein zur Pflege der Wissenschaften und Künste durch Forschung und Lehre sowie der praxisorientierten beruflichen Aus- und Weiterbildung; Hochschullehre ist somit nahezu untrennbar mit Wissenschaftsforschung und Wissenschaftsdidaktik verwoben und breiter angelegt als die Fokussierung auf die reine Lehr-Lernsituation.
Sie steht damit in der Herausforderung, in der Organisation des Lernens und Erfahrungen-Machens dem niemals abschließbaren Prozess der Wissensentwicklung in den wissenschaftlichen Disziplinen Rechnung zu tragen, was für das Studium bedeutet, dass sich Lerninhalte aus wissenschaftlichen Problemstellungen (z. B. Einordnen von Fragen in einen größeren theoretischen/methodologischen Zusammenhang, Reflexion der Güte von Daten oder Reichweite von Theorien, Sicherstellung einer Überprüfbarkeit von Schlüssen) ergeben und sich die lernenden Subjekte in diesen größeren Problemzusammenhang einer Wissenschaft hineinbegeben.

## Digitalisierung der Hochschullehre
Auch die Hochschullehre ist den Umbrüchen der Digitalisierung ausgesetzt, digital organisierte oder unterstützte Lehr- und Lernformen gewinnen deshalb an Gewicht.
Die Digitalisierung der Lehre bietet organisatorisch den Vorteil, die Lehre sowohl räumlich als auch zeitlich von der physischen Bildungsinstitution zu entkoppeln, was den individuellen Bedürfnissen der Studierenden Rechnung trägt; gleichzeitig bietet sie aber auch die Möglichkeit, der Lerninhalte zu personalisieren, was insbesondere in sehr heterogenen Lerngruppen an Relevanz gewinnt.
Der Erkenntnisprozess beim Lernenden wird dadurch ggf. besser unterstützt, bleibt aber dennoch eine zentrale Herausforderung. Hochwertiges digitales Lehrmaterial in Form von Online-Modulen, die außer Text (mit Sprachaufnahmen) und Bildern auch Videos, Animationen, interaktiven Elementen, Games und Tests enthalten, kann nicht nur von einem Lehrenden erstellt und gepflegt werden. Dies bedarf einer hochschulübergreifenden Gruppe von Professoren. Bei der Erstellung von digitalen Lehrmaterialien ist in besonderem Maße auch darauf zu achten, dass die Inhalte mit vertretbarem Aufwand aktualisiert werden können, was gerade bei komplexeren Materialien wie Animationen und Games ein häufig unterschätzter Aspekt ist.
Hoffnungen auf eine deutliche Erhöhung der Lerneffizienz durch digitale Medien haben sich bisher nur teilweise erfüllt.

## Förderprogramme
In der letzten Dekade sind von staatlicher, aber auch privater Seite aus Förderprogramme und Preise vergeben worden, um die Hochschullehre strukturell zu stärken und die Reputation zu erhöhen. Mit fachkulturellen Unterschieden lässt sich eine gestiegene Aufmerksamkeit und Wertschätzung sowie der Aufbau von Lehrexpertise an den Hochschulen und die hochschulübergreifende Vernetzung von Experten feststellen.

### Förderprogramme (Auswahl)
| Förderprogramm                                     | Ausrichtung | Träger | Laufzeit  |
| -------------------------------------------------- | --- | --- | --------- |
| Qualitätspakt Lehre                                | Verbesserung der Ausstattung, Qualifizierung des Personals, Qualitätsmanagement, Weiterentwicklung von regional passenden Lehrkonzepten | BMBF | 2011–2017 |
| Ars legendi-Preis für exzellente Hochschullehre    | Reputationsförderung | Stifterverband | Seit 2006 |
| Wettbewerb Exzellente Lehre                        | Förderung eines institutionellen Lehrprofils und Strategieentwicklung                                                                   | KMK, Stifterverband | 2008      |
| Bologna – Zukunft der Lehre                        | Förderung besonderer Lehrkonzepte in einzelnen Studiengängen und Einrichtungen                                                          | Stiftung Mercator und VolkswagenStiftung                                                                                    | 2009–2010 |
| Fellowships für Innovationen in der Hochschullehre | Personenbezogene Förderung zur Innovationssteigerung und Vernetzung der Experten                                                        | Stifterverband, Baden-Württemberg Stiftung                                                                                  | seit 2011 |
| Lehre hoch N                                       | Vernetzung und professionelle Begleitung besonders engagierter Akteure                                                                  | Stifterverband, Joachim-Herz-Stiftung, Nordmetall-Stiftung, Alfred-Töpfer-Stiftung und VolkswagenStiftung, BMBF (2017–2020) | 2012–2020 |

Zusätzlich existieren auf Länder- und Hochschulebene weitere Förderprogramme und Preise, die unter anderem besonders den Aufbau digitaler Kompetenzen fokussieren.
Seit November 2020 fördert auch die von Bund und Ländern finanzierte Stiftung Innovation in der Hochschullehre in Trägerschaft der Alfred Toepfer gGmbH als dauerhafte Einrichtung Vorhaben zur Erneuerung der Hochschullehre. Neben der Projektförderung ist es auch ihr Auftrag, Austausch und Vernetzung sowie Wissenstransfer zu unterstützen.